# Сохангсингх, Робби
Робби Сохансингх (нидерл. Robby Sohansingh), или Сомрадж Робби Сохансингх (нидерл. Somradj Robby Sohansingh; 4 июня 1945, Парамарибо, Колония Суринам — 8 декабря 1982, Парамарибо, Суринам) — суринамский предприниматель. Жертва Декабрьских убийств.

## Биография
Сомрадж Робби Сохангсингх родился в Парпамарибо 4 июня 1945 года в многодетной семье индосуринамцев. Он вторым ребёнком и старшим сыном из восьми детей. Сохангсингх  был творчески одарённым человеком. Увлекался игрой на аккордеоне, саксофоне и фортепиано и сочинял музыку. Завершив образование со специализацией в области управления бизнесом, стал помогать отцу в семейном деле. Его отец владел транспортной компанией в Парамарибо. Впоследствии, он продал её и основал новое дело, связанное с производством строительного материала — щебня. Сохангсингх-младший отвечал за процесс производства продукции и достиг таких масштабов, что Суринам прекратил импорт щебня из-за границы.
В браке с Астрид Канхай у него родились трое детей. Сохангсингх пережил похищение пятилетнего сына, который, к счастью родителей, был найден живым. Но преступники избежали наказания из-за военного переворота в 1980 году. Сохангсингх не принял новый режим и выступил против власти путчистов. Особенно его возмущало то, с какой наглостью устроившие переворот сержанты начали присваивать природные ресурсы страны. Его отец был арестован по подозрению в коррупции, дело касалось государственных закупок, но вскоре был отпущен за неимением доказательств. 
За открытое несогласие с властью режима, Сохангсингх был определён путчистами, как «контрреволюционер». Он был арестован за содействие попытке переворота, которую в марте 1982 года предприняли военные Рамбокус и Сеомбар. Его обритого наголо показали по государственному телевидению. Во время месячного заключения в тюрьме, с ним плохо обращались, и вскоре он оказался в военном госпитале. После освобождения Сохангсингх вернулся к предпринимательской деятельности. На суде в ноябре 1982 года он был полностью оправдан. Его адвокатом был Джон Бабурам.
8 декабря 1982 года Сохангсингх, в числе четырнадцати других граждан, включая его адвоката, был схвачен военными у себя дома, заключён в тюрьму в Форт-Зеландия, где, после жестоких пыток, был убит в тот же день. На его теле выданном родственникам для погребения были обнаружены серьёзные травмы и следы от огнестрельных ранений в передней части туловища. Сохангсингх был похоронен 13 декабря 1982 года на кладбище Сарва-Удай в Парамарибо. Официальные власти предъявили ему обвинение в сотрудничестве с ЦРУ и финансировании государственного переворота.